# Liam Gill
Pour les articles homonymes, voir Gill.
Pas d'image ? Cliquez ici

a Compétitions nationales et continentales officielles uniquement.

b Matchs officiels uniquement.
Dernière mise à jour le 13 juin 2022.
Liam Gill, né le 8 juin 1992 à Melbourne (Australie), est un joueur international australien de rugby à XV  évoluant au poste de troisième ligne aile. Il joue avec le club japonais du Black Rams Tokyo en Top League depuis 2024. Il mesure 1,84 m pour 96 kg. 

## Carrière

### En club
En 2011, alors qu'il n'est âgé que de 18 ans, il fait ses débuts professionnels avec la franchise australienne des Queensland Reds en Super Rugby .
Il remporte le titre dès cette première saison, en étant sur le banc pour la demi-finale contre les Blues et pour la finale contre les Crusaders,.
Par la suite il s'impose comme un cadre de son équipe au poste de openside flanker (no 7), grâce à sa grande mobilité et ses qualités de défenseur.
En 2014, il rejoint l'équipe Brisbane City dans le cadre de la création de la nouvelle compétition provinciale australienne : la NRC. Il devient champion en 2014 et 2015, en étant capitaine de l'équipe lors de cette dernière édition.
En février 2016, il est annoncé qu'il quitte les Reds en fin de saison pour rejoindre le RC Toulon qui évolue en Top 14, où il signe un contrat de deux saisons,. Avec le RCT, il effectue une excellente saison, jouant 29 matchs et inscrivant 7 essais, et il considéré comme un des meilleurs flanker du championnat,. Cependant, il est, de façon surprenante, libéré de sa dernière année de contrat en raison de l'important recrutement toulonnais à son poste (Facundo Isa, Raphaël Lakafia et Jean Monribot), ainsi que de la volonté du président du club Mourad Boudjellal de "franciser" l'effectif,.
À l'été 2017, dans la foulée de sa libération de contrat, il s'engage pour une durée d'un an avec une année en option supplémentaire avec LOU Rugby qui vient de se maintenir en Top 14. En novembre 2017, il prolonge son contrat de trois ans avec le club.
En 2021, il rejoint le club japonais des NTT Shining Arcs en Top League.

### En équipe nationale
Il joue avec l’équipe d'Australie des moins de 20 ans entre 2010 et 2012, participant ainsi à trois championnats du monde junior.
En juin 2012, il est sélectionné par Robbie Deans pour jouer avec l'équipe d'Australie, et il fait ses débuts en sélection le 25 août 2012 contre la Nouvelle-Zélande.
Il a fut considéré comme le grand espoir australien à son poste de numéro 7. Il a cependant du mal à s'imposer durablement en équipe nationale, étant derrière des joueurs comme David Pocock ou Michael Hooper.
Il est également international à sept avec l'Australie, participant notamment aux jeux du Commonwealth en 2010 et 2014, où il remporte respectivement une médaille d'argent et une médaille de bronze.

## Palmarès

### En club et province
- 13 matchs de NRC avec Brisbane City.
- 76 matchs de Super Rugby avec les Reds.

- Champion du Super 15 en 2011 avec les Reds.
- Champion de NRC en 2014 et 2015 avec Brisbane City

### En équipe nationale
Liam Gill compte 15 cape avec les Wallabies, dont aucune titularisation, depuis son premier match face à l'équipe de Nouvelle-Zélande le 25 août 2012, pour un bilan de 7 victoire.
Il a inscrit 0 point en équipe nationale.